# Instituto Federal do Acre
O Instituto Federal de Educação, Ciência e Tecnologia do Acre (Ifac) é uma instituição de ensino médio, técnico e superior brasileira, sediada no estado do Acre e de caráter público. O instituto foi criado mediante transformação da Escola Técnica Federal do Acre. Sua Reitoria está instalada em Rio Branco, capital do estado.
O Ifac foi criado pela Lei 11.892, de 29 de dezembro de 2008. Detém natureza jurídica de autarquia, autonomia administrativa, patrimonial, financeira, didático-pedagógica e disciplinar. Trata-se de uma instituição de educação básica, profissional, superior, pluricurricular e multicampus, especializada em oferta de educação profissional e tecnológica nas diferentes modalidades de ensino, com base na conjugação de conhecimentos técnicos e tecnológicos em sua prática pedagógica.
O Instituto Federal do Acre iniciou sua instalação em 2009 ocupando salas cedidas pela Universidade Federal do Acre e pelo Instituto Dom Moacyr, na capital e, no interior, em prédios cedidos pelas prefeituras municipais e pelo Governo do Acre nos municípios de Sena Madureira e Cruzeiro do Sul.